# صوفي كو
صوفي كو (بالإنجليزية: Sophie D. Coe)‏ هي عالمة الإنسان أمريكية، ولدت في 1933، وتوفيت في 1994.